# Materia medica
Materia medica (lat.: 'medische zaken') duidt op verzamelde kennis over de (therapeutische) effecten van substanties die in de geneeskunde worden gebruikt. Tegenwoordig noemen we dit vak geneesmiddelen, of farmacologie. De term werd vanaf de Romeinse tijd tot in de twintigste eeuw gebruikt, maar slaat tegenwoordig vaak meer specifiek op middelen die worden gebruikt in de fytotherapie en homeopathie. De homeopathische Materia medica beschrijft voor iedere nosode (grondstof in pure vorm zonder potentiëring) de symptomatische effecten op het lichaam. Bekend is Materia Medica Pura van Samuel Hahnemann.